# 粗茸扁担杆
粗茸扁担杆（学名：Grewia hirsutovelutina）为椴树科扁担杆属下的一个种。

## 扩展阅读
- 維基物種上的相關：粗茸扁担杆